# Venaus
Venaus (arpità Vëno, piemontès Venàus) és un municipi italià, situat a la ciutat metropolitana de Torí, a la regió del Piemont. L'any 2007 tenia 962 habitants. Està situat a la Vall Cenischia, una de les Valls arpitanes del Piemont. Limita amb els municipis de Giaglione, Mompantero, Moncenisio i Novalesa, Val-Cenis (Savoia, França).

## Administració
| Període | Identitat     | Partit        |
| ------- | ------------- | ------------- |
| 2004-   | Nilo Durbiano | Llista cívica |